# 斑紋黃姑魚
斑紋黃姑魚（学名：Nibea maculata）為輻鰭魚綱鱸形目鱸亞目石首魚科的其中一種，分布印度洋區的印度及斯里蘭卡海域，棲息在沿海、河口區，體長可達30公分，可作為食用魚。
其种加词“maculata”意为“有斑点的”。